# Список вулиць Харкова (Б)
| Назва                 | Тип    | Довжина, м                                  | Колишні назви                               | Район(и)                     | Місцевість                                               |
| --------------------- | ------ | ------------------------------------------- | ------------------------------------------- | ---------------------------- | -------------------------------------------------------- |
| Бабаївська            | вул.   |                                             |                                             | Новобаварський               | Покотилівка                                              |
| Баварська             | вул.   | 715 + 410 (приєднано Культкомівську вулицю) |                                             | Новобаварський               | Новоселівка                                              |
| Баварський            | пров.  | 415                                         |                                             | Новобаварський               | Новоселівка                                              |
| Багалія               | вул.   | 330                                         | вулиця Фрунзе (частина)                     | Київський                    | Нагірний                                                 |
| Багата                | вул.   | 400                                         | Бакуніна                                    | Новобаварський               | Холодна Гора                                             |
| Базавлуцька           | вул.   | 1260                                        | Вешенська                                   | Основ'янський                | Жихор                                                    |
| Базаліївська          | вул.   |                                             | Щукіна                                      | Слобідський                  |                                                          |
| Базарна               | вул.   | 920                                         |                                             | Немишлянський                | Стара Салтівка                                           |
| Базарний              | м-н    | 400                                         |                                             | Новобаварський               | Нова Баварія                                             |
| Байдарська            | вул.   | 650                                         |                                             | Слобідський                  | Селище ім. Герцена                                       |
| Байкарський           | пр-д   | 220                                         | Муромський                                  | Київський                    | Салтівка, Шевченки                                       |
| 1-й Байрона           | в-д    | 120                                         |                                             | Немишлянський                | Ново-Західний                                            |
| 2-й Байрона           | в-д    | 260                                         |                                             | Немишлянський                | Ново-Західний                                            |
| Байрона               | пров.  | 385                                         |                                             | Немишлянський                | Ново-Західний                                            |
| Байрона               | просп. | 5330                                        | вулиця Байрона, проспект Героїв Сталінграда | Слобідський, Немишлянський   | Одеська, Селище ім. Герцена, Нові Будинки, Ново-Західний |
| Бакинська             | вул.   | 1640                                        | Бородіна                                    | Новобаварський               | Нова Баварія, Лідне                                      |
| Балавенського         | вул.   |                                             |                                             | Салтівський                  | Велика Данилівка                                         |
| Балавенського         | пров.  |                                             |                                             | Салтівський                  | Велика Данилівка                                         |
| Балаклавський         | пров.  | 100                                         |                                             | Салтівський                  | Євгенівка                                                |
| Балаклійська          | вул.   | 460                                         |                                             | Основ'янський                | Основа                                                   |
| Балаклійський         | пров.  | 390                                         |                                             | Основ'янський                | Основа                                                   |
| Балаклійський         | в-д    |                                             |                                             | Слобідський                  |                                                          |
| Балканська            | вул.   | 680                                         |                                             | Немишлянський                | Стара Салтівка                                           |
| Балтійська            | вул.   | 630                                         |                                             | Холодногірський              | Сортувальня                                              |
| Балхаська             | вул.   | 250                                         |                                             | Немишлянський                | Стара Салтівка                                           |
| Балхаський            | пров.  | 250                                         |                                             | Немишлянський                | Стара Салтівка                                           |
| Бандуристів           | пров.  | 115                                         | Далекосхідний                               | Холодногірський              |                                                          |
| Банківський           | пров.  | 335                                         |                                             | Салтівський                  | Стара Салтівка                                           |
| Банний                | пров.  | 260                                         | Кінний                                      | Основ'янський                | Подол                                                    |
| Барабашова            | вул.   | 760+1210                                    |                                             | Київський                    | Салтівка, Шевченки                                       |
| Барбарисовий          | пров.  | 180                                         | Сибірський                                  | Слобідський                  | Селище ім. Герцена                                       |
| Барвистий             | пров.  |                                             | Єльнінський                                 | Немишлянський                | Немишля                                                  |
| Барвінківська         | вул.   | 520                                         |                                             | Салтівський                  | Ахієзерів, Стара Салтівка                                |
| Барвінківський        | пров.  | 190                                         |                                             | Салтівський                  | Ахієзерів, Стара Салтівка                                |
| Барикадна             | вул.   | 1950                                        |                                             | Холодногірський              | Холодна Гора                                             |
| Барикадний            | пров.  | 200                                         |                                             | Холодногірський              | Холодна Гора                                             |
| Баркалова             | вул.   | 550                                         | Тельмана                                    | Новобаварський               | Григорівка                                               |
| Барселонський         | пр-д   | 410                                         | 1-й Зеленодільський проїзд                  | Індустріальний               | Східний                                                  |
| Баронський            | пров.  |                                             | Отто Шмідта                                 | Новобаварський               |                                                          |
| Басейна               | вул.   | 1760                                        |                                             | Київський                    | Велика Данилівка                                         |
| 1-й Басейний          | пров.  | 360                                         |                                             | Київський                    | Велика Данилівка                                         |
| 2-й Басейний          | пров.  | 330                                         |                                             | Київський                    | Велика Данилівка                                         |
| Батумська             | вул.   | 660                                         |                                             | Шевченківський               | Лісопарк                                                 |
| Батумський            | пров.  | 90                                          |                                             | Шевченківський               | Лісопарк                                                 |
| Батуринська           | вул.   | 460                                         |                                             | Основ'янський                | Заїківка                                                 |
| Бахмутська            | вул.   | 1560                                        | Володимирівська, Омська                     | Київський                    | Журавлівка                                               |
| Бахчисарайський       | в-д    | 110                                         | Приамурський                                | Новобаварський               | Перемога                                                 |
| Башлаївський          | пров.  | 200                                         |                                             | Холодногірський              | Іванівка                                                 |
| 2-й Баштанівський     | пр-д   | 260                                         | 2-й Біробіджанський                         | Індустріальний               | ХТЗ                                                      |
| 3-й Баштанівський     | пр-д   | 260                                         | 3-й Біробіджанський                         | Індустріальний               | ХТЗ                                                      |
| 4-й Баштанівський     | пр-д   | 270                                         | 4-й Біробіджанський                         | Індустріальний               | ХТЗ                                                      |
| Баштанний             | вул.   |                                             | Уральський                                  | Слобідський                  |                                                          |
| Безіменна             | вул.   | 530                                         |                                             | Новобаварський               | Новожанове                                               |
| Безкрайня             | вул.   | 530                                         |                                             | Київський                    | Журавлівка                                               |
| Безлюдівська          | вул.   |                                             |                                             | Київський                    |                                                          |
| Безпалівський         | в-д    | 370                                         |                                             | Київський                    | Журавлівка                                               |
| Безпалівський         | пров.  | 630                                         |                                             | Київський                    | Журавлівка                                               |
| Безперчого            | в-д    |                                             |                                             | Слобідський                  |                                                          |
| Безперчого            | вул.   |                                             |                                             | Слобідський                  |                                                          |
| Безперчого            | пров.  |                                             |                                             | Слобідський                  |                                                          |
| Безтужний             | пров.  | 200                                         | Бестужева                                   | Новобаварський               |                                                          |
| Бекетова              | вул.   | 940                                         | Ратманського, Свято-Михайлівська            | Індустріальний               | ХТЗ                                                      |
| Бельбецька            | вул.   |                                             | Таймирська                                  | Слобідський                  |                                                          |
| Бердичівський         | пр-д   | 275                                         | Васнецова                                   | Немишлянський                | Ново-Західний                                            |
| Берегова              | вул.   | 880                                         | Новокомсомольська                           | Шевченківський               | Павлове Поле                                             |
| Березівська           | вул.   | 870                                         |                                             | Київський                    | Журавлівка                                               |
| Березівський          | в-д    | 250                                         |                                             | Київський                    | Журавлівка                                               |
| Березнева             | вул.   |                                             |                                             | Немишлянський                | Заїки                                                    |
| Березовий             | пров.  | 180                                         | Сєдова                                      | Немишлянський                | Ново-Західний                                            |
| Берестова             | вул.   | 270                                         |                                             | Шевченківський               | Шатилівка                                                |
| Берзиня               | вул.   |                                             |                                             | Немишлянський                |                                                          |
| Беркоса               | в-д    | 100                                         | Довгалівський                               | Холодногірський              | Сортувальня                                              |
| Беркоса               | вул.   | 3490                                        | Довгалівська                                | Холодногірський              | Лиса Гора, Сортувальня                                   |
| Бесарабська           | вул.   | 430                                         | Петровська                                  | Холодногірський              | Іванівка                                                 |
| Бетонний              | в-д    |                                             | 1-й в'їзд Достоєвського                     | Основ'янський                |                                                          |
| Бетховена             | пров.  | 240                                         |                                             | Салтівський                  |                                                          |
| Бехтерєва             | пров.  | 360                                         | Капницький, Запорізький                     | Холодногірський              | Лиса Гора                                                |
| Билинна               | вул.   | 560                                         | 2-й Приміський провулок, вулиця Бєлінського | Новобаварський               | Нова Баварія                                             |
| Біблика               | вул.   | 3050                                        | Другої П'ятирічки                           | Індустріальний               | ХТЗ                                                      |
| Бірюківський          | пров.  | 380                                         |                                             | Новобаварський               | Холодна Гора                                             |
| Білецького            | вул.   |                                             |                                             | Київський                    | Велика Данилівка                                         |
| Білобровський         | пров.  | 270                                         |                                             | Шевченківський               | Піски                                                    |
| Біловезька            | вул.   | 170                                         | Протитанкова                                | Холодногірський              |                                                          |
| Білогрудівський       | в-д    | 190                                         | 2-й в'їзд Крилова                           | Немишлянський                | Нова Баварія                                             |
| Білозерський          | в-д    | 200                                         | 1-й в'їзд Крилова                           | Новобаварський               | Нова Баварія                                             |
| Білої Акації          | вул.   | 840                                         |                                             | Шевченківський               | Сокільники                                               |
| Білоруська            | вул.   | 250                                         | Залізнична                                  | Холодногірський              | Сортувальня                                              |
| Білостоцький          | в-д.   |                                             |                                             | Салтівський                  |                                                          |
| Білостоцький          | пров.  | 535                                         |                                             | Салтівський                  | Стара Салтівка                                           |
| Білоцерківська        | вул.   | 320                                         | Інтернаціональна                            | Основ'янський                | Жихор                                                    |
| Біологічний           | в-д    | 900                                         |                                             | Основ'янський                | Добрі Бджоли                                             |
| Біологічна            | вул.   | 1920                                        | Лугова                                      | Основ'янський                | Верещаківка, Диканівка                                   |
| Біологічний           | пров.  | 260                                         | Новий                                       | Основ'янський                | Диканівка                                                |
| Благовіщенська        | вул.   | 1100                                        | Благовіщенська, Карла Маркса                | Холодногірський              | Залопань, Залізничний вокзал                             |
| Благовіщенський       | м-н    | Карла Маркса                                |                                             | Холодногірський              |                                                          |
| Благодатна            | вул.   | 1080                                        |                                             | Немишлянський                | Салтівка, Стара Салтівка                                 |
| Блакитного            | вул.   | 730                                         | Кролівка, Вільна                            | Новобаварський               | Пилипівка                                                |
| Близнюківська         | вул.   | 500                                         | Миколаївська, Водопьянова                   | Шевченківський               | Павлівка                                                 |
| Блискучий             | пров.  | 210                                         |                                             | Холодногірський              |                                                          |
| Бобруйська            | вул.   | 840                                         |                                             | Салтівський                  | Салтівка                                                 |
| Богатирська           | вул.   |                                             | Лейтенанта Шмідта                           | Новобаварський               |                                                          |
| Богдана Хмельницького | б-р    | 1200                                        |                                             | Немишлянський                | Нові Будинки, ХТЗ, Селекційна                            |
| Богдана Хмельницького | вул.   | 770                                         | Кінська, Кінна, Євгенії Бош                 | Основ'янський                | Захарків                                                 |
| Богданівська          | вул.   |                                             | Чебишева                                    | Київський                    |                                                          |
| Богданівський         | пров.  |                                             | Чебишева                                    | Київський                    |                                                          |
| Богуславська          | вул.   | 740                                         | Хотомлянська, Дем'яна Бєдного               | Київський                    | Журавлівка                                               |
| Божківський           | пров.  | 210                                         | Помяловського                               | Київський                    | Журавлівка                                               |
| Бойова                | вул.   | 1370                                        |                                             | Шевченківський               | Олексіївка, Стара Олексіївка                             |
| 1-й Бойовий           | пров.  | 130                                         |                                             | Шевченківський               | Олексіївка, Стара Олексіївка                             |
| 2-й Бойовий           | пров.  | 140                                         |                                             | Шевченківський               | Олексіївка, Стара Олексіївка                             |
| Бойчукістів           | пров.  | 250                                         | Інженерний, Ползунова                       | Новобаварський               | Карпівка                                                 |
| Бокаріуса             | пров.  |                                             |                                             | Слобідський                  |                                                          |
| Болгарська            | вул.   | 100+140+160                                 |                                             | Новобаварський               | Холодна Гора                                             |
| Болгарський           | пров.  | 325                                         | Яковлєва, Мануїльский, Львівський           | Новобаварський               | Холодна Гора                                             |
| Болградська           | вул.   | 1230                                        | Грозненська                                 | Основ'янський                | Одеська                                                  |
| Болонська             | вул.   | 750                                         | Ужгородська                                 | Немишлянський                | Стара Салтівка, Немишля                                  |
| Бондаренка            | пров.  | 340                                         | Герцена                                     | Новобаварський               | Нова Баварія                                             |
| Бондаренківська       | вул.   | 650                                         |                                             | Київський                    | Журавлівка                                               |
| Бондарівська          | вул.   | 240                                         | Орловський провулок                         | Новобаварський               | Новоселівка                                              |
| Бондарівський         | пров.  |                                             |                                             | Новобаварський               |                                                          |
| Борзий                | пров.  | 160                                         |                                             | Холодногірський              | Залопань, Панасівка                                      |
| Бориса Чичибабіна     | вул.   |                                             |                                             | Шевченківський               |                                                          |
| Бориса Шрамка         | вул.   | 650                                         | Монастирська, Дацька                        | Холодногірський              | Іванівка                                                 |
| Борисівська           | вул.   | 210+490                                     |                                             | Київський                    | Журавлівка                                               |
| Бориславський         | пров.  | 630                                         | Дагестанський                               | Холодногірський              | Лиса Гора                                                |
| Бориспільський        | пров.  |                                             | Тюменський                                  | Новобаварський               |                                                          |
| Борова                | вул.   | 90+1020                                     | Народна                                     | Новобаварський               | Новожанове                                               |
| Бородівський          | в-д    | 200                                         | Бондарівський провулок                      | Новобаварський               | Перемога, Пилипівка                                      |
| Боротьби              | вул.   | 640                                         |                                             | Немишлянський                | Немишля                                                  |
| Борткевича            | вул.   |                                             |                                             | Київський                    | Шишківка                                                 |
| Борткевича            | пров.  |                                             |                                             | Київський                    | Шишківка                                                 |
| Бортницька            | вул.   | 530                                         | Липецька                                    | Київський                    | Журавлівка                                               |
| Борщівський           | пров.  | 165                                         |                                             | Холодногірський              | Сортувальня                                              |
| Босенківська          | вул.   |                                             |                                             | Київський                    |                                                          |
| Ботанічна             | вул.   | 310                                         |                                             | Шевченківський               | Клочківка                                                |
| Ботанічна             | наб.   | 245                                         |                                             | Шевченківський               | Клочківка                                                |
| Ботанічний            | пров.  | 280                                         |                                             | Шевченківський               | Клочківка                                                |
| Бочанський            | пр-д   |                                             |                                             | Київський                    | Велика Данилівка                                         |
| 1-й Бочанський        | пров.  |                                             |                                             | Київський                    | Велика Данилівка                                         |
| 2-й Бочанський        | пров.  |                                             |                                             | Київський                    | Велика Данилівка                                         |
| 3-й Бочанський        | пров.  |                                             |                                             | Київський                    | Велика Данилівка                                         |
| 4-й Бочанський        | пров.  |                                             |                                             | Київський                    | Велика Данилівка                                         |
| 5-й Бочанський        | пров.  |                                             |                                             | Київський                    | Велика Данилівка                                         |
| 1-й Бочанський        | в-д    |                                             |                                             | Київський                    | Велика Данилівка                                         |
| 2-й Бочанський        | в-д    |                                             |                                             | Київський                    | Велика Данилівка                                         |
| Бочарівський          | пров.  | 85                                          |                                             | Київський                    | Велика Данилівка                                         |
| Боярська              | вул.   | 235                                         | Радищева                                    | Новобаварський               | Холодна Гора                                             |
| Бражниківська         | вул.   |                                             |                                             | Немишлянський                | Бражники                                                 |
| Братиславський        | пров.  | 170                                         | Омелянівський                               | Немишлянський                | Стара Салтівка                                           |
| Братів Гипиків        | вул.   | 315                                         | Абашівська, Оренбурзька                     | Слобідський                  | Металіст                                                 |
| Брестська             | вул.   | 680                                         | Громова, Модзалевського                     | Салтівський                  | Стара Салтівка                                           |
| Брестський            | пров.  | 235                                         | Громова, Модзалевського                     | Салтівський                  | Стара Салтівка                                           |
| Бригади Хартія        | вул.   | 2120                                        | П'ятигірська, Маршала Рибалка               | Індустріальний Немишлянський | Селекційна, ХТЗ                                          |
| Бригадна              | вул.   | 810                                         | Деповська вулиця, Усурійський провулок      | Основ'янський                | Основа                                                   |
| Бригадний             | в-д    | 60                                          |                                             | Основ'янський                | Основа                                                   |
| Бристольський         | в-д    | 550                                         | 2-й Вологодський в'їзд                      | Київський                    | Журавлівка, Гідропарк                                    |
| Британська            | вул.   | 1320                                        | Вологодська                                 | Київський                    | Журавлівка                                               |
| Броньова              | вул.   | 520                                         |                                             | Шевченківський               | Стара Олексіївка                                         |
| Броньовий             | пров.  |                                             |                                             | Шевченківський               |                                                          |
| Брюссельська          | вул.   | 660                                         | Комсомольська, Кемеровська                  | Немишлянський                | Стара Салтівка                                           |
| 1-й Бугрименка        | в-д    |                                             |                                             | Новобаварський               | Лідне                                                    |
| 2-й Бугрименка        | в-д    |                                             |                                             | Новобаварський               | Лідне                                                    |
| Бугрименка            | вул.   | 2100                                        |                                             | Новобаварський               | Нова Баварія, Лідне                                      |
| Бугрименка            | пр-д   |                                             |                                             | Новобаварський               | Лідне                                                    |
| Будівельна            | вул.   | 490                                         |                                             | Київський                    | Журавлівка                                               |
| Будівельний           | пров.  | 130                                         |                                             | Київський                    | Журавлівка                                               |
| 1-й Будівельний       | в-д    | 310                                         |                                             | Київський                    | Журавлівка                                               |
| 2-й Будівельний       | в-д    | 660                                         |                                             | Київський                    | Журавлівка                                               |
| 3-й Будівельний       | в-д    | 140                                         |                                             | Київський                    | Журавлівка                                               |
| Будянський            | пров.  | 200                                         | Мальцевський                                | Новобаварський               | Новоселівка                                              |
| Бужинський            | пров.  |                                             |                                             | Основ'янський                |                                                          |
| Бузескула             | вул.   |                                             |                                             | Слобідський                  | Федірці                                                  |
| Бузкова               | вул.   | 170                                         |                                             | Київський                    | Велика Данилівка                                         |
| Бузковий              | пров.  | 210                                         |                                             | Новобаварський               | Новоселівка                                              |
| Букова                | вул.   | 1990                                        | Заводу Комсомолець                          | Шевченківський               | Олексіївка, Сортувальня                                  |
| Буковий               | в-д    |                                             |                                             | Шевченківський               | Олексіївка, Сортувальня                                  |
| Буковий               | пров.  |                                             |                                             | Шевченківський               | Олексіївка, Сортувальня                                  |
| Буковельський         | пров.  |                                             | Ельбруський                                 | Київський                    | Нагірний, Київська                                       |
| Буковинська           | вул.   | 550                                         |                                             | Немишлянський                | Стара Салтівка                                           |
| Буковинський          | пров.  | 330                                         |                                             | Немишлянський                | Немишля, Стара Салтівка                                  |
| Бульварна             | вул.   | 720                                         | Бульварний пров.                            | Новобаварський               | Липовий Гай                                              |
| Бурачека              | вул.   |                                             |                                             | Слобідський                  | Павленки                                                 |
| Бурсацька             | наб.   |                                             |                                             | Шевченківський               |                                                          |
| Бурсацький            | узв.   | 210                                         | Семінарська Гірка, узвіз 12-го листопада    | Шевченківський               | Центр, Університетська Гірка                             |
| Бутівський            | в-д    | 150                                         |                                             | Київський                    | Центр                                                    |
| Бучанський            | в-д    | 430                                         | Північнокавказький                          | Новобаварський               | Липовий Гай                                              |
| Бучми                 | вул.   | 2260                                        | Уборевіча                                   | Салтівський                  | Північна Салтівка                                        |